# 塙真奈美
塙真奈美（3月27日—）是日本的女性聲優，千葉縣出身。隸屬於B-Box。

## 經歷
2017年11月17日將藝名「塙愛美」改成「塙真奈美」。

## 演出作品
※粗體字為主要角色。

### 電視動畫
2014年
- Wake Up, Girls!（按摩師）
- 黑色子彈（少女B）
- 超爆裂異次元卡片大戰
- 女友伴身邊

2015年
- 百合熊風暴（熊美）
- 這名男子，從事魔法工作。（甲山[3]）
- RS計畫 -Rebirth Storage-（作業員）
- 麵包超人（女孩子）
- 夏目友人帳 伍（口髭的小妖怪、男孩子）
- 火影忍者疾風傳（惠比壽〈少年期〉）

2016年
- HEYBOT!

2017年
- 龍的牙醫
- 夏目友人帳 陸（七房之森的妖怪們）
- 來自深淵（奇尤伊[4]）

2018年
- 飛龍女孩（女學生A、廣播、男孩子、千堂八重）
- BANANA FISH（亞修幼少期、女僕）

2019年
- 不吉波普不笑（女生徒）
- 妖怪手錶 影之章（巧克拉）
- FAIRY TAIL（海涅[5]）
- 海盜戰記（斯諾雷、戈雷姆村村人、王室的女性）

2020年
- 虛構推理（看護師B、谷尾葵、幽靈小學生、兄、狛犬〈黑〉[6]、妖狐[6]、使用者、名無）
- 文豪與鍊金術師 ～審判的齒輪～（妻、音聲、幼少期太宰）
- 小妖怪（ヒロシの友だち、むかでナース、ばいてんのキオスカ、ひじょうかいだんのカグヤ 他）
- 憂国的莫里亞蒂（大小姐E、貴婦人）

2021年
- 小松先生（女）
- 白沙的Aquatope（上原愛梨、營業部員工、南風原雫）

2023年
- 小不點（小不點[7]）

2024年
- 金屬口紅（播音員、艾蜜莉、店員、廣播）
- 隔壁的妖怪鄰居（花子小姐、室峰老師、西谷和彥(小孩)、梢(少女)、佐野麻紀、其他）
- 身為魔王的我娶了奴隸精靈為妻，該如何表白我的愛？（街上的人、巴爾巴洛士〈少年〉）

2025年
- 一桿青空（TV聲音）
- 真・武士傳YAIBA（學生、同學）
- 機動戰士Gundam GQuuuuuuX（詩子菅井）

### OVA
2014年
- OVA 姐姐的妄想日記

### 劇場動畫
2016年
- 你的名字。（花）

2019年
- 天氣之子[8]

### 網路動畫
2015年
- 日本動畫人展覽會 イブセキ ヨルニ

2021年
- 終末的女武神

### 遊戲
- Vitamin R（藤重一真的幼少期）
- 我家公主最可愛（魅惑姬維納斯·蒂塔[9]）
- OTOGEAR
- 雀王
- 召喚夜響曲5（諾伊、姆丘）
- 學園戰爭
- 學園戰爭〜畢業戰線〜
- 絕對階級學園（八木澤萌花）[10]
- 伯爵與妖精
- 遙遠時空5（道場主的女兒）
- 幫幫我!!!戀之丘學園幫手部（有栖川美景）[11]
- 女友伴身邊（鍋島千代里）
- Starlet（梅法）
- 交鋒聯盟（寢篭屋優子、山頂女孩！蘭、布蓮妲·敏琪、Screeners愛、女王珊提莉亞）
- 實況野球2018（尾梅小雪[12]）

### 廣播劇CD
- 茅島氏的優雅生活（冬至和壽子）
- 絕對階級學園（八木澤萌花）
- 自大的遺傳子（女子學生）
- Not Equal（2）（同級生）
- 花開之時（有川真希）
- 殺戮幻影 SPECIAL DRAMA CD
- 在星空中的一隅（小五男子）

### 電影
- 正宗哥吉拉（2016年，記者）※聲音演出

### 舞台
- 劇團民話藝術座 火之鳥（速魚·羅畢塔）
- 劇團民話藝術座 終末的愚者（渡部華子）
- 劇團民話藝術座 河童之笛（歐拉·幸）
- 劇團民話藝術座 雪女（阿雪）
- 劇團民話藝術座 雨降小僧（雨降小僧）
- 劇團♰勇壯淑女 愛之紅〜純情地獄爆走傳說〜（幸代）
- 劇團SHOW&GO FESTIVAL Clutch Shooter〜逆轉的時間
- 朗讀劇 魔導師期望平凡（※聲音演出）
- 劇團民話藝術座 創立40周年記念公演 卡農（主角的少年期）

## 外部連結
- 事務所官方簡歷 （页面存档备份，存于）（日語）
- 塙真奈美的X（前Twitter）（日語）